# Опасный производственный объект

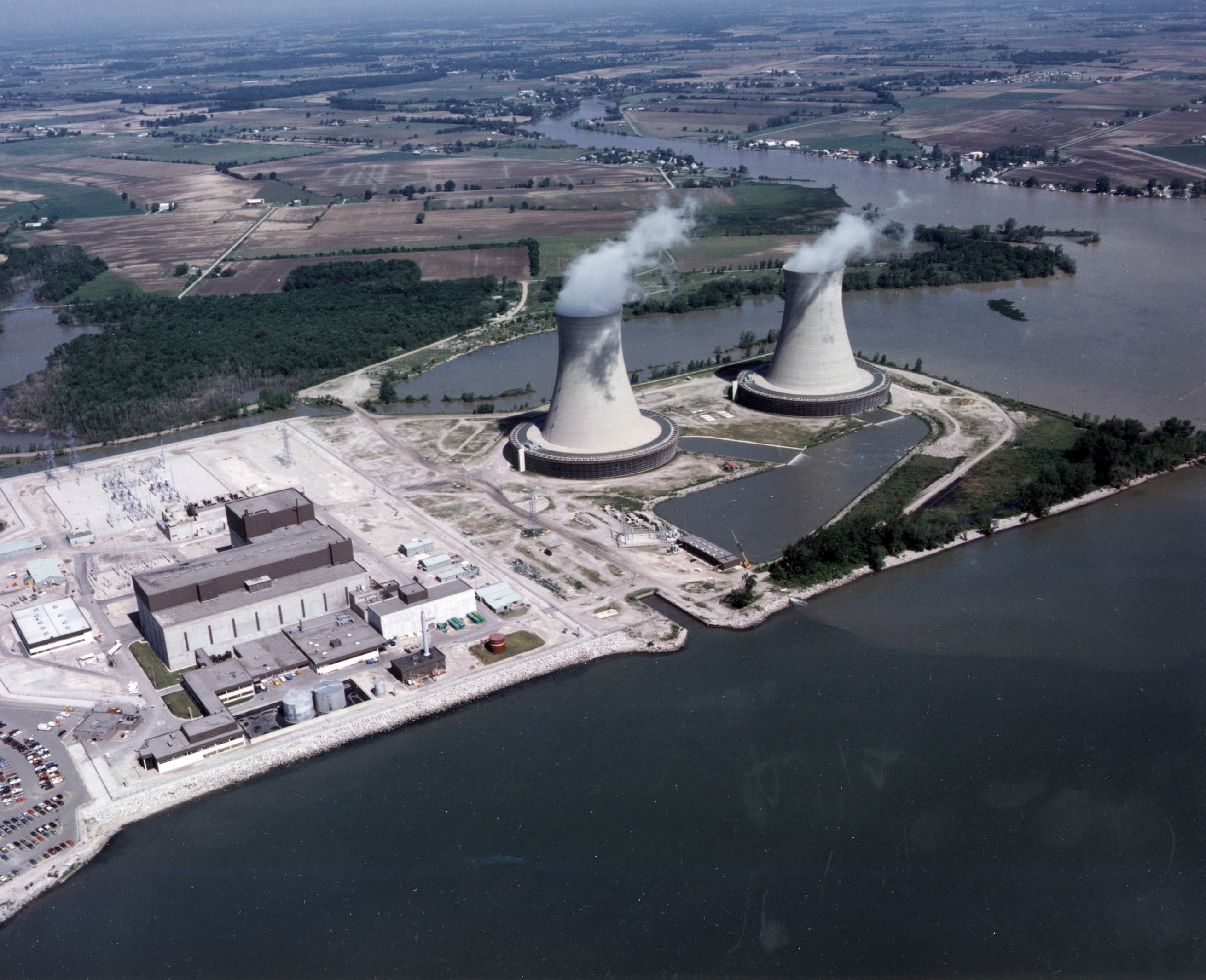
Атомная электростанция — сочетание почти всех возможных опасных производственных факторов.

Опасный производственный объект — в широком смысле этого выражения производственный объект, при эксплуатации которого высок риск аварий или иных инцидентов (аварийные ситуации). 
Аварии на производстве могут иметь серьёзные последствия для жителей и организаций, находящихся в зоне аварии, жизни и здоровья работающего на нём персонала, имуществу организаций, эксплуатирующих опасные объекты и природной среде. В различных странах по-разному подходят к опасным факторам на производстве, при этом преобладает системный подход, основанный в данном случае на управлении безопасностью технологических процессов (Process Safety Management), контроле за использованием опасных веществ и материалов (Dangerous goods) и наукоёмком понятии инжиниринга безопасности (Safety engineering), тесно связанным с системотехникой. 
В России защищённость от аварий и их последствий призвана поддерживать промышленная безопасность, главным понятием которой является опасный производственный объект. Для гарантированной компенсации ущерба, наносимого авариями, во многих странах, включая Россию, введено обязательное страхование ответственности владельцев опасных объектов, а также экологическое страхование.

## Опасные производственные объекты в России
В России понятие опасного производственного объекта и их классификация зафиксированы в законе:
это предприятие, его цех, участок, площадка или другие производственные объекты на его территории, на которых:

1) получаются, используются, перерабатываются, образуются, хранятся, транспортируются, уничтожаются … опасные вещества следующих видов:
а) воспламеняющиеся вещества - газы, которые при нормальном давлении и в смеси с воздухом становятся воспламеняющимися и температура кипения которых при нормальном давлении составляет 20 °C или ниже;
б) окисляющие вещества - вещества, поддерживающие горение, вызывающие воспламенение и (или) способствующие воспламенению других веществ в результате окислительно-восстановительной экзотермической реакции;
в) горючие вещества - жидкости, газы, способные самовозгораться, а также возгораться от источника зажигания и самостоятельно гореть после его удаления;
г) взрывчатые вещества - вещества, которые при определенных видах внешнего воздействия способны на очень быстрое самораспространяющееся химическое превращение с выделением тепла и образованием газов;
д) токсичные вещества - вещества, способные при воздействии на живые организмы приводить к их гибели и имеющие следующие характеристики:
средняя смертельная доза при введении в желудок от 15 миллиграммов на килограмм до 200 миллиграммов на килограмм включительно;
средняя смертельная доза при нанесении на кожу от 50 миллиграммов на килограмм до 400 миллиграммов на килограмм включительно;
средняя смертельная концентрация в воздухе от 0,5 миллиграмма на литр до 2 миллиграммов на литр включительно;
е) высокотоксичные вещества - вещества, способные при воздействии на живые организмы приводить к их гибели и имеющие следующие характеристики:
средняя смертельная доза при введении в желудок не более 15 миллиграммов на килограмм;
средняя смертельная доза при нанесении на кожу не более 50 миллиграммов на килограмм;
средняя смертельная концентрация в воздухе не более 0,5 миллиграмма на литр;
ж) вещества, представляющие опасность для окружающей среды, - вещества, характеризующиеся в водной среде следующими показателями острой токсичности:
средняя смертельная доза при ингаляционном воздействии на рыбу в течение 96 часов не более 10 миллиграммов на литр;
средняя концентрация яда, вызывающая определенный эффект при воздействии на дафнии в течение 48 часов, не более 10 миллиграммов на литр;
средняя ингибирующая концентрация при воздействии на водоросли в течение 72 часов не более 10 миллиграммов на литр;
2) используется оборудование, работающее под избыточным давлением более 0,07 мегапаскаля:
а) пара, газа (в газообразном, сжиженном состоянии);
б) воды при температуре нагрева более 115 °C;
в) иных жидкостей при температуре, превышающей температуру их кипения при избыточном давлении 0,07 мегапаскаля;
3) используются стационарно установленные грузоподъёмные механизмы (за исключением лифтов, подъёмных платформ для инвалидов), эскалаторы в метрополитенах, канатные дороги, фуникулеры;
4) получаются, транспортируются, используются расплавы черных и цветных металлов, сплавы на основе этих расплавов с применением оборудования, рассчитанного на максимальное количество расплава 500 килограммов и более;
5) ведутся горные работы (за исключением добычи общераспространённых полезных ископаемых и разработки россыпных месторождений полезных ископаемых, осуществляемых открытым способом без применения взрывных работ), работы по обогащению полезных ископаемых;
6) осуществляется хранение или переработка растительного сырья, в процессе которых образуются взрывоопасные пылевоздушные смеси, способные самовозгораться, возгораться от источника зажигания и самостоятельно гореть после его удаления, а также осуществляется хранение зерна, продуктов его переработки и комбикормового сырья, склонных к самосогреванию и самовозгоранию.
К опасным производственным объектам не относятся объекты электросетевого хозяйства.
— Федеральный закон от 21 июля 1997 г. N 116-ФЗ «О промышленной безопасности опасных производственных объектов»
С целью отнесения объекта в составе организации по определенным признакам и критериям к категории опасного производственного объекта и определения его типа, самой организацией проводится так называемая идентификация опасного производственного объекта. Результаты идентификации используются при регистрации объектов в Государственном реестре, в котором на основе единых методологических и программно-технических принципов накапливается, анализируется и хранится информация о зарегистрированных объектах и организациях, их эксплуатирующих и при заключении договоров страхования риска ответственности. Эта процедура является обязательной (ответственность за деятельность по эксплуатации незарегистрированных опасных производственных объектов носит уголовный характер и её несёт руководитель эксплуатирующей организации) и, как и многие бюрократические процедуры в России, носит характер заполнения множества специальных бланков заявлений, деклараций, карточек и пр. и предоставления в регистрирующие органы (территориальное управление Ростехнадзора большого количества технической и юридической документации по специально для этого разработанным правилам и методическим рекомендациям. Финальным аккордом всех этих действий является занесение в банк данных Государственного реестра сведений о действующих объектах и получение организацией свидетельств о регистрации, заключений по идентификации и карточек учёта объектов.
Следует особо отметить, что при идентификации опасным производственным объектом считается не отдельный механизм, оборудование, ёмкость с опасным веществом и не всё предприятие в целом, а определенная площадка производства, на которой есть обращение такого вещества или эксплуатация такого технического устройства. Таким образом, на каждом крупном производстве или энергетической установке может насчитываться до нескольких десятков опасных производственных объектов, каждый из которых нужно регистрировать в установленном порядке. Однако есть способ этой процедуры благополучно избежать — доказать экспертам регистрирующей организации, что опасное вещество обращается на объекте в количестве равном или менее 2 % от  предельно допустимого количества и его размещение таково, что не может стать причиной возникновения аварии.
После регистрации объекту присваивается статус промышленного объекта повышенной опасности, влекущий предъявление к нему требований промышленной безопасности, он ставится на учёт и регистрировавший его орган становится надзорным за этими требованиями. Кроме того, надзорный орган обязан проводить системный анализ состояния промышленной безопасности на этом объекте и в организации, эксплуатирующей его, для принятия на основе анализа управленческих решений и нормативных актов и предоставлять имеющуюся у него информацию органам государственной власти и управления, а также заинтересованным организациям. Кроме Ростехнадзора ведение ведомственного раздела государственного реестра опасных производственных объектов осуществляет Министерство промышленности и торговли Российской Федерации.
Отдельные виды деятельности в области промышленной безопасности подлежат лицензированию в соответствии с законодательством Российской Федерации, а технические устройства, применяемые на опасном производственном объекте, подлежат сертификации на соответствие требованиям промышленной безопасности.